# 阿梅林科格爾山

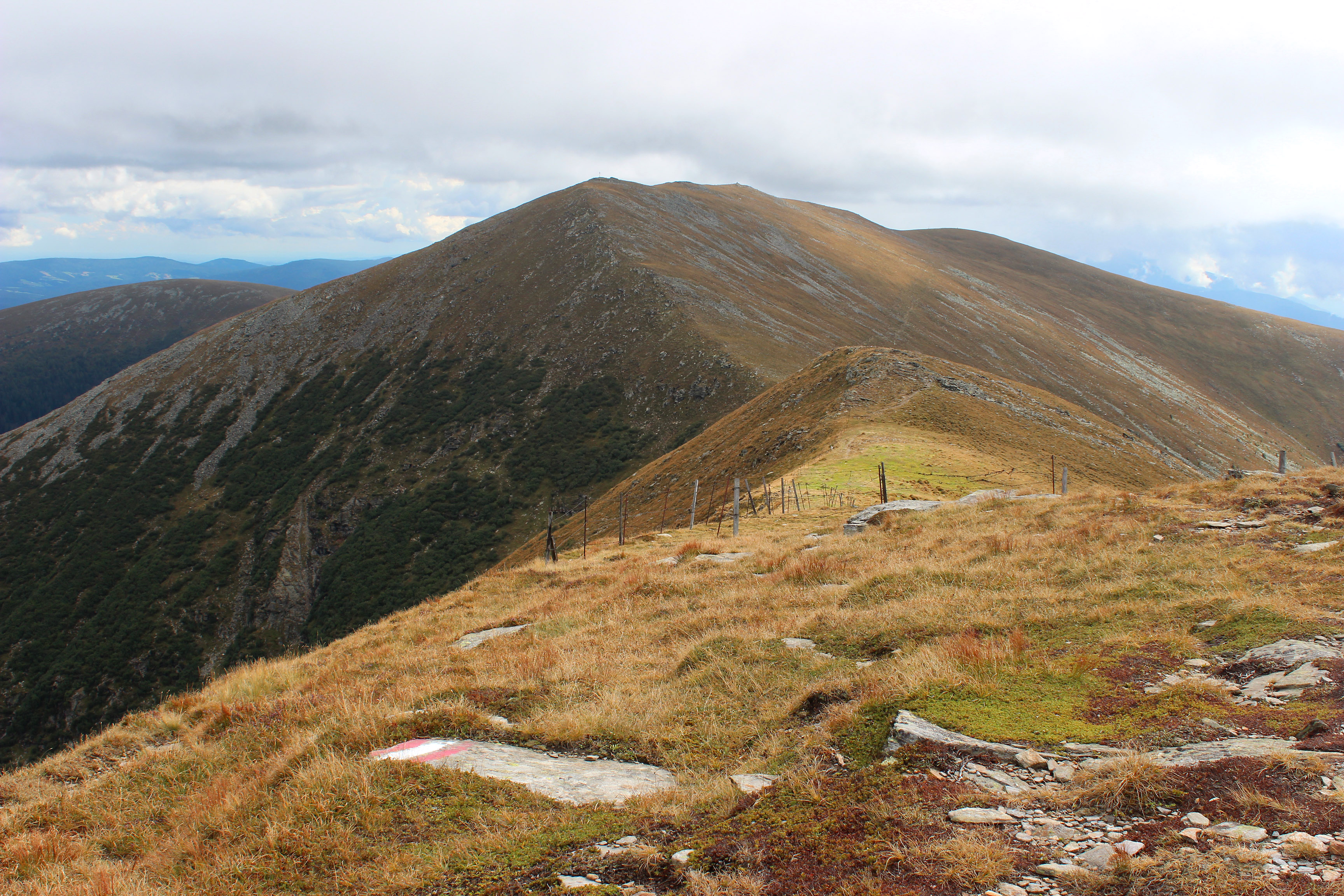

47°04′16″N 14°48′30″E / 47.07111°N 14.80833°E
阿梅林科格爾山（德語：Ameringkogel），是奧地利的山峰，位於該國東南部，由施泰爾馬克州負責管轄，屬於施蒂利亞州前阿爾卑斯山脈的一部分，海拔高度2,187米，每年平均降雨量1,632毫米。